# Borușkivți, Liubar
Borușkivți (în ucraineană Борушківці) este un sat în comuna Stara Ciortorîia din raionul Liubar, regiunea Jîtomîr, Ucraina.

## Demografie
Componența lingvistică a localității Borușkivți
     Ucraineană (98,73%)
     Rusă (1,11%)
     Alte limbi (0,16%)
Conform recensământului din 2001, majoritatea populației localității Borușkivți era vorbitoare de ucraineană (98,73%), existând în minoritate și vorbitori de rusă (1,11%).